# Shahram Amiri
Pour les articles homonymes, voir Amiri.
Shahram Amiri  est un physicien nucléaire iranien, né le 8 novembre 1977 à Qom (Iran) et mort le 3 août 2016 à Téhéran (Iran).

## Biographie
Shahram Amiri s'est fait connaître dans le cadre d'une affaire d'espionnage entre l'Iran et les États-Unis. Disparu en juin 2009 alors qu'il effectuait un pèlerinage à La Mecque, il refait surface en juillet 2010 aux États-Unis en se réfugiant à l'ambassade du Pakistan, celle-ci représentant alors les intérêts iraniens.
Après quelques années de collaboration avec les services américains, Amiri demande à rentrer en Iran. Le régime iranien semble ne pas lui avoir gardé rancune de sa défection. En réalité, il semble que les autorités iraniennes aient fait pression sur lui en incarcérant et en torturant des membres de sa famille restés en Iran. De fait, durant ses années américaines, Amiri a collaboré avec les services secrets et délivré de nombreuses informations sur l'avancement des projets nucléaires iraniens, soupçonnés par les Occidentaux d'être à finalité militaire.
De leur côté, les services secrets israéliens ont soutenu qu'Amiri était un agent double, que sa désertion était un leurre et que sa mission était de convaincre les Américains que le nucléaire iranien n'avançait que très lentement. Son retour en Iran aurait pu conforter cette thèse, jusqu'à ce que l'on apprenne que peu de temps après son retour, il avait été emprisonné dans des conditions très rudes pour finalement être pendu le 3 août 2016,,.